# Neoregelia ruschii
Neoregelia ruschii är en gräsväxtart som beskrevs av Elton Martinez Carvalho Leme och Bruno Rezende Silva. Neoregelia ruschii ingår i släktet Neoregelia och familjen Bromeliaceae. Inga underarter finns listade i Catalogue of Life.